# Luigi La Rosa
Luigi La Rosa (Caltagirone, 28 novembre 1875 – Caltagirone, novembre 1952) è stato un politico italiano.

## Biografia
Laureato in giurisprudenza e in lettere e filosofia, si rende noto in tutta la Sicilia per la sua attività di conferenziere e propagandista cattolico.
Aderisce al Partito Popolare fin dalla sua fondazione nel 1919, organizzandone la federazione di Catania, e inizia una lunga e prolifica attività politica grazie alla conoscenza accumulata dei problemi sociali ed economici della regione. 
Eletto per la prima volta deputato del Regno nel collegio di Catania nel 1921. Viene rieletto nel 1924 e dopo l'omicidio Matteotti rifiuta, pur dichiaratamente antifascista, di aderire alla Secessione dell'Aventino e l'anno successivo firma l'appello delle opposizioni a Vittorio Emanuele III. Viene dichiarato comunque decaduto dalla carica nel 1926, e parte per la Francia in volontario esilio, dove rimane fino alla fine del 1943 svolgendo l'attività di conferenziere e di scrittore.
Con l'invasione alleata della Sicilia e la Caduta del regime rientra in Sicilia e aderisce inizialmente al Movimento indipendentista. Partecipa alla riunione fondatrice della DC a Caltanissetta nel dicembre 1943, ma al termine si pone fuori dalla rifondazione del PPI nella Democrazia Cristiana, e crea il Movimento cristiano sociale.
La durata del partito fu effimera e non svolge alcuna attività perché, nel frattempo, Umberto II nel maggio 1946 ha promulgato il decreto legislativo che riconosce alla Sicilia lo Statuto speciale di Autonomia, poi convertito in legge costituzionale nel 1948 dal parlamento della Repubblica Italiana.